# Kalsaune
Die Kalsaune ist ein Bach in der Region Hannover, dessen Quelle am Westhang des Kronsberges als schmales Gerinne aus mehreren Quellläufen entspringt. Das Wasser der Kalsaunequellen tritt als natürliches Schichtenwasser am Hangfuß im Expo-Park Süd aus.
Nach einem unveröffentlichten landschaftspflegerischen Gutachten der Planungsgruppe Landespflege (PGL) 1997 im Auftrag der Firma Expo Grund zur Umlegung eines Teilstückes des dann auch Kalsaunegraben genannten Gewässers waren im Zuge der Expo 2000 und der Parkgestaltung Bacherweiterungen und flache Mulden angelegt worden, die – je nach Wasserführung – zum Teil überstaut werden können. Insbesondere durch die Ansaat von Heublumen und vor allem durch Mahdgut von der Wiese am Bockmerholz haben sich hier entlang der umgestalteten Kalsaune aufgrund der Bodenverhältnisse Pflanzenarten der Kalksümpfe angesiedelt. Neben der auf diese Weise verbreiteten Sibirischen Schwertlilie (Iris sibirica) vor allem auch charakteristische Pflanzen wie die Blaugrüne Segge (Carex flacca), die Blaugrüne Binse (Juncus inflexus). Aber auch stark vom Aussterben bedrohte Arten wie die Filz-Segge (Carex tomentosa), die Stumpfblütige Binse (Juncus subnodulosus) und das seltene Fuchs’ Knabenkraut (Dactylorhiza fuchsii) haben sich hier angesiedelt.
Die Kalsaune mündet, nachdem sie zuvor zum Teil unterirdisch als Kalsaunegraben in einem schnurgeraden Bett kanalisiert wurde, in Grasdorf bei Laatzen in die Leine.